# كريبيو

موقع كاريبيو على الخريطة.

كريبيو قريه تتحدث اللغة الايطالية في سويسرا في مقاطعه تشيرونيكو وهي تقع في جبال الألب وبشكل أكثر تحديدا في التا ليفينتيل بين تشيرونيكو ودالبي على ارتفاع 1,300 متر.
تتألف القرية من كنيسه واحده وكاهن و 30 منزلاً ومقهى/مطعم (ياسيورلين - والقهوة الصغيره) تقريباً مع قائمه صغيره من الاطباق المنوذجيه في البلده. كما ان القرية لا يمكن الوصل اليها في فصل الشتاء ما عدا المقيمين الدائمين فيها ولكن في الصيف يبلغ عدد سكانها حوالي 80 إلى 100 نسمه.
في الاصل ياخذ المزارعين ابقارهم إلى اعلى الجبال لرعي المواشي خلال فصل الصيف فهم يسكنون كريبيو «كقاعده» قبل ان يعودوا إلى اسفل الوادي لفصل الشتاء. ومع ذلك في السنوات الاخيره أصبحت القرية أكثر شعبيه حيث تسكن منازلها في العطلات الصيفية.
كريبيو، على عكس ارساديجو وكالا ودورو واونلينا سيس. فلديها حق الوصول إلى الطريق السالك من تشارونايكو ومع ذاك لا يتم مسح الطريق من الثلوج فبتالي لا يمكن الوصول اليها بسياره في فصل الشتاء الا في حال اعتدال الطقس على غير العادة.

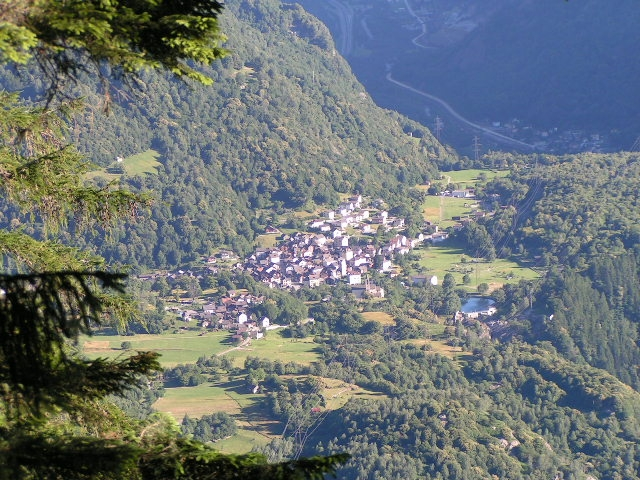

تعرف المنطقة المحيطه بها بانها واحده من المناطق ذو الجمال الطبيعي والحيوانات البرية الكبيره وبما في ذلك الشامواه والغزلان الحمر والخنازير وجبال الالب والنسور ويحظر الصيد في المنطقة. فواحدًا من أهم السمات المميزه في المنطقة هو بازوفورنو أحد الجبال المطله على القرية ونهر جريبياسكا الذي يمر عبر القرية.
فالنسخة المحلية من إيطاليا تعرف بليفينتنس إحدى وحدات إيطاليا.
تعتبر لهجة تاسنس صعبه الفهم ولا سيما بنسبة للمتحدثين بالغه الايطاليه.
وتسمى الكنيسة المحلية لوراتوردي دي سان روكو (سانت روش).

## روابط خارجية
- Type in Gribbio, Switzerland for the location of the village.